# 직유동물

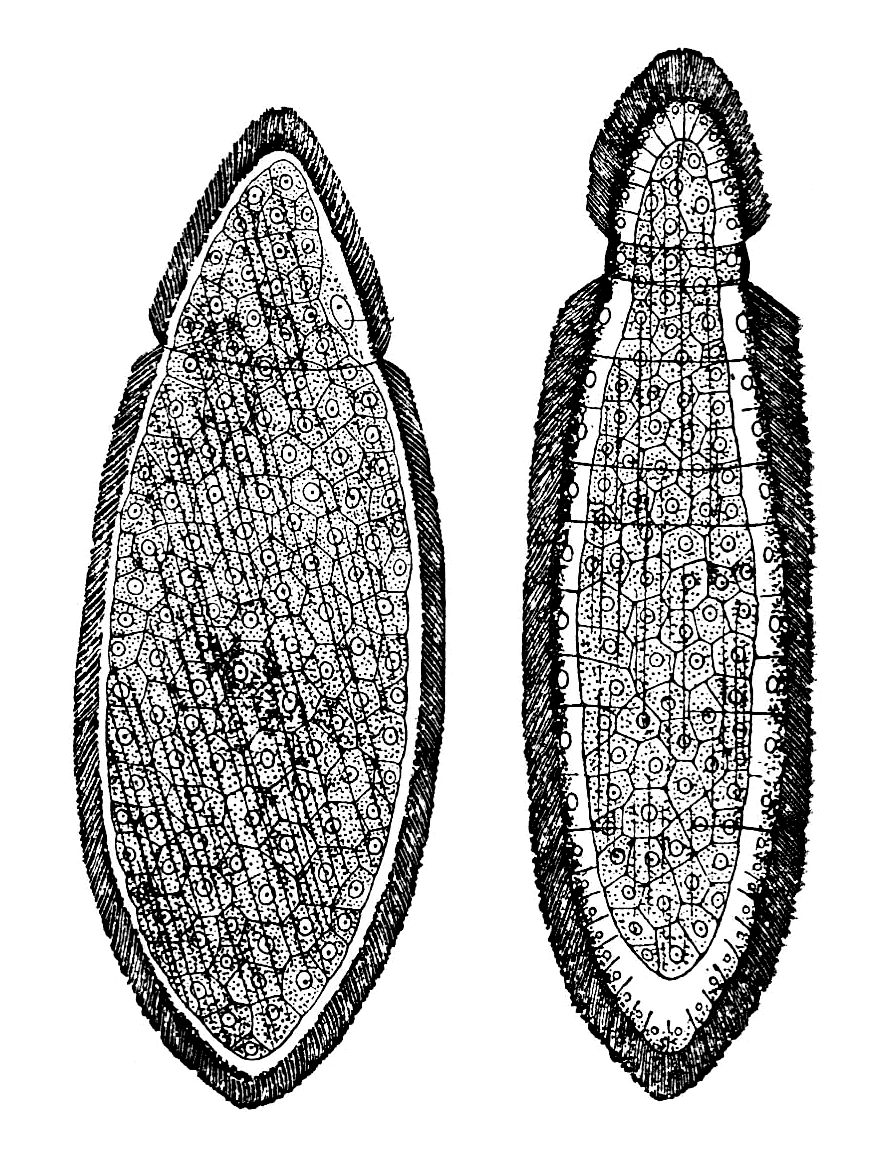

직유동물(Orthonectida)은 좌우대칭의 형태를 지닌 동물로 능형동물과 함께 중생동물로 분류되기도 한다.

## 특징
편형동물·유형동물·다모류·다모환충류·극피동물(거미불가사리류)·멍게류·연체동물(이매패류) 등의 내장이나 조직 속에 기생하고 있으며, 몸 길이는 0.1-0.2mm 정도이다. 직유동물은 암수 유성충(有性蟲)이 바다 속에 헤엄쳐 생식하며, 수정란은 암컷의 몸 속에서 섬모 유생으로 자란다. 유생은 어미 벌레를 빠져나와 숙주에 들어가 많은 무성충을 낳으며, 그 속에서 유성충이 자란다. 이처럼 직유동물은 유성생식과 무성생식이 번갈아 나타나는 세대교번을 한다.

## 하위 분류
- Rhopaluridae
- Pelmatosphaeridae